# 車両接近通報装置
車両接近通報装置（しゃりょうせっきんつうほうそうち、Acoustic Vehicle Alerting System）とは、電気自動車やハイブリッド車の低速走行時、歩行者に車両の接近を知らせる音響装置。日本やヨーロッパでは「AVAS」（Acoustic Vehicle Alerting System）という表現が用いられている。「EVWSS」（Electric Vehicle Warning Sound System）ともいう。日産では「VSPシステム」（Vehicle Sound for Pedestrians System）という略称もある。ゼネラルモーターズでは「PFAS」（Pedestrian-Friendly Alert System）といい、現代自動車や起亜では「VESS」（Virtual Engine Sound System）という。

## 背景
歴史上、20世紀初頭頃のイギリスで導入された電動式のミルク フロート（牛乳配達車両）は、深夜早朝の住宅地に牛乳配達をするので優れた静粛性能が業務に適応した。排気ガスによる大気汚染公害だけでなく、騒音公害もまた自動車、特に旧来的エンジン車両にとって長年の環境問題であった。しかし21世紀にはガソリンエンジンの自動車もエンジン性能の向上により走行の静音性は増し、ガソリン車よりも騒音の大きいディーゼルエンジン自動車もガソリン車に遜色のない騒音レベルの車両が開発されている。電気自動車等とともに低公害車として知られる天然ガス自動車のエンジン音は、ガソリン車に比べて静かである。
20世紀末頃から21世紀初頭頃にかけて、地球温暖化対策として電気自動車が脚光を浴び、普及が必要とされ始めた。時代とともに自動車の騒音低減技術が発展する中、電気自動車やハイブリッド車は、電気モーターのひときわ静かな走行音のため歩行者が車両の接近に気付かないおそれがあることから、車両に装備するための接近通報装置が開発されるに至った。

## 音響
車両接近通報装置の通報音は、言うなればエンジン音の代わりの音である。電気自動車、ハイブリッド車の発する「ヒュー」音、「ヒュンヒュン」音は、車体そのものからのノイズではなく、スピーカーから流している人工音である。この人工音は、発車・減速すると自動的に流れ、自動車メーカーごとに時速20kmから35km程度以下の走行時に流れるように設定がなされている。
フロント部に搭載されるスピーカーの配置は慎重な選定が要求される。設置場所、周辺パーツの形状、材質、それらのわずかな違いが音の伝達に影響するのである。各車種に最適なスピーカー配置をするため、入念な音響の測定が行われる。フロント周りのデザイン変更があった場合も測定し直さなければならない。軽微な衝突で他のパーツを損傷させない場所であることも考慮されている。
高周波が聞きとりづらい高齢者に聞こえる周波数に調整することが国際基準である。

## 各社の実装
| メーカー/音声種別 | 音源 | 前進時 | 後退時 | アイドリング時(Dレンジ)                                                                                        |
| ----------------- | --- | --- | --- | --- |
| ホンダ            | 「ミ」に近い音階の音源。 単一の音源。 | 発進～20km/hの間で発音。 速度によって音程が変化。                                                                                             | 前進時と同じ音源でより大きい音で発音。 速度によって音程が変化。                                                                                             | 無音(エンジン始動時はエンジン音のみ)                                                                           |
| トヨタ            | 車種により異なる。 単一の音源。 | 発進～25km/hの間で発音。 速度により音程・音量が変化。 '18年6月以前発売の車種は音程のみ変化。                                                  | 前進時と同じ音源でより大きい音で発音。 速度によって音程が変化。                                                                                             | 無音(エンジン始動時はエンジン音のみ)                                                                           |
| 日産              | 初代リーフとE12ノート e-POWERまではド#に近い音源(旧モデル)。 マイナー前セレナ e-POWERのみ独自の音源。 18年のセレナ e-POWERマイナー後は全車種共通音に。(以後新設計音) ジェット機にも聞こえる複雑な音に変化。 | 発進～30km/hの間で発音。 減速時は25km/hを下回ると発音。 新設計音は発進時に「ウィーン」という発進通知音も同時に発音。 速度によって音程が変化。 | いずれも「ファーン、ファーン」という専用の通報音が断続的に発音。 新設計音はファ#のような音階。                                                              | 初代リーフは「フィーン」という音源が3秒程度ごとに断続的に発音。 マイナー後は小さめの音で接近音が発音し続ける。 |
| 三菱              | i-MiEVは初代リーフとほぼ同一。 ekクロスEV/アウトランダーPHEVはファ#に聞こえるエンジン音に近い音源。(以後新設計音)                                                                                           | いずれも発進～35km/hの間で発音。 速度によって音程が変化。                                                                                     | i-MiEVは前進時と同じ音源でより大きい音で発音。 速度によって音程が変化。 新設計音は同じ音源ではあるものの「ファーン、ファーン」と断続的に発音。 日産に近い。 | i-MiEVは無音。 新設計音は同じ音源が小さい音で発音し続ける。                                                    |
| テスラ            | ホワイトノイズのような音源。 | 発進～32km/hの間で発音。 速度によって音量が変化。                                                                                             | UFOのような音が発音し続ける。 速度によって音程が変化。 | 無音 |
| ヒョンデ          | ドの音に近い音源。 | 発進～30km/hの間で発音。 速度によって音程が変化。                                                                                             | 「ポーン、ポーン」と専用通報音が断続的に発音。 | 待機時の専用音源が小さい音で発音し続ける。                                                                     |

## 基準・規制整備

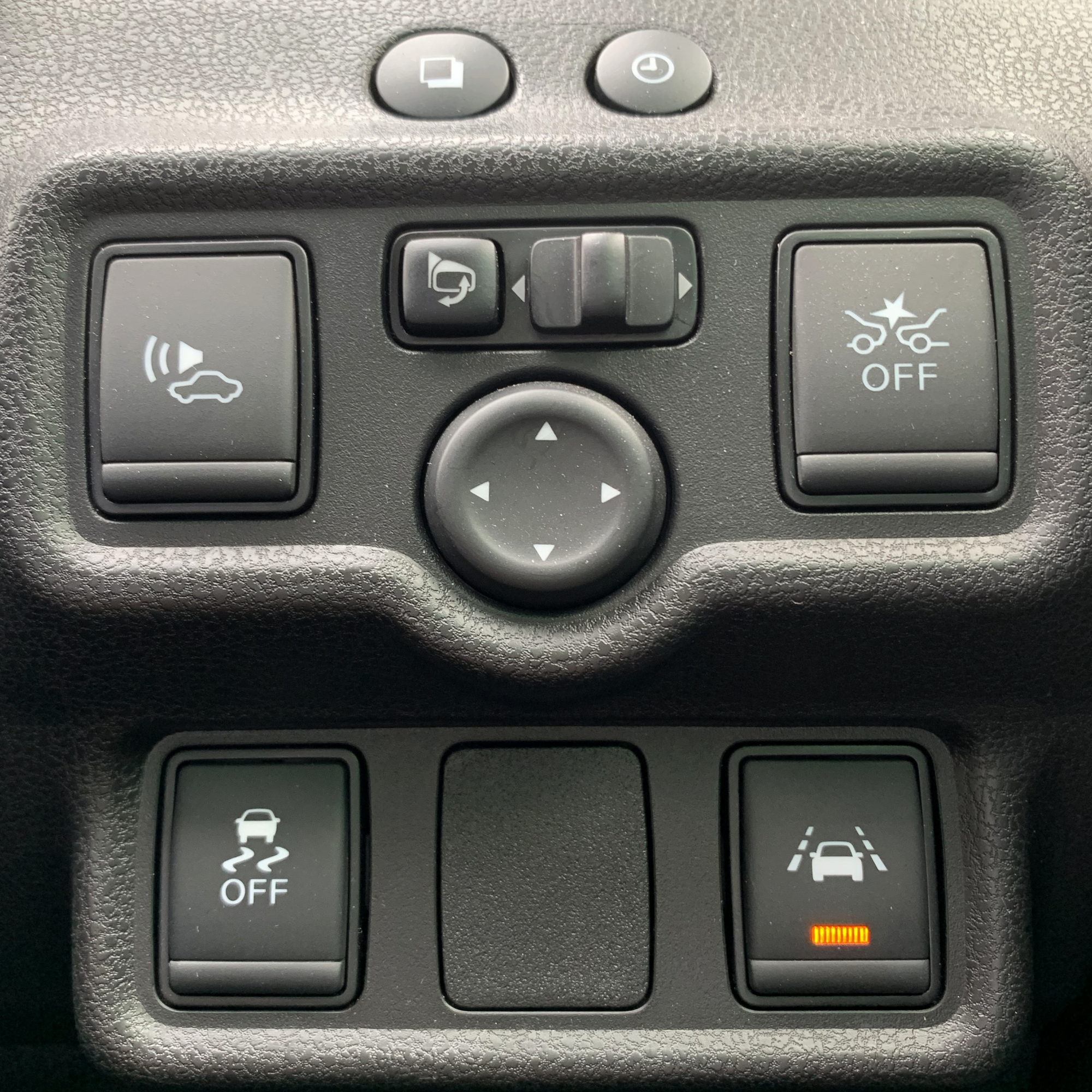
ハイブリッド車・日産ノートの車両接近通報装置キャンセルスイッチ部分。この車両はキャンセルスイッチ禁止以前の年式。通常、車両接近通報装置は作動する設定になっているが、画像左上のスイッチ（自動車とスピーカーのアイコン）を押すと通報装置のON/OFFが切り替わる。

日本では日産・リーフが2010年12月に初めて車両接近の通報装置を標準装備した。トヨタは2010年10月、3代目プリウスに販売店オプションとして通報装置を生産したのを端緒として、2011年からハイブリッド車に通報装置の装着を開始した。日本の国土交通省は、2018年3月8日から新型車、2020年10月8日から継続生産車の通報装置の装着を義務化した。燃料電池車（FCV）も電気モーターで走行するため、義務化車両に指定されている。装着義務化により、以前はキャンセルスイッチを押して通報音を無音にすることが可能であったが、安全のためキャンセルスイッチが禁止となった。日本での義務化の決定的理由は視覚障がい者団体の要請である。音響は規格化されていないため、自動車メーカーごと異なった音響を採用している。
2016年、国連欧州経済委員会自動車基準調和世界フォーラム（WP29）において車両接近通報装置の国際基準が採択された。
EU圏では2019年7月1日から新車の電気自動車にAVAS装着が義務化された。

## 類似のシステム
特にクルマを趣味や興行の対象とした場合、フォーミュラEへの反応のようにEVの高い静粛性はむしろネガティブな評価につながることがある。そのため、趣味的な側面からあえてサウンドを発生させる場合がある。
- ヒョンデ・アイオニック5｢N｣ - ｢N アクティブサウンドプラス｣

車内外計10個のスピーカーから3種類のサウンドを出すことができる。